# حسن‌آباد قره دربند
حسن‌آباد قره دربند روستایی در دهستان حکیم‌آباد بخش مرکزی شهرستان زرندیه استان مرکزی ایران است.

## جمعیت
بر پایه سرشماری عمومی نفوس و مسکن در سال ۱۳۹۵ جمعیت این روستا ۴۵ نفر (۱۲خانوار) بوده‌است.